# Nicolás Brondo Roten
Nicolás Brondo Roten (Palma de Mallorca, 7 de octubre de 1872-Palma de Mallorca, 11 de diciembre de 1941) fue un político y periodista español.

## Biografía
Militante del Partido Liberal, llegaría a ser concejal por el Ayuntamiento de Madrid. En 1927 fue nombrado director del diario El Día, posición que mantuvo hasta 1939. Miembro fundador de Falange en las Baleares (en 1933), durante la Guerra civil colaboró con el diario Falange. También llegó a dirigir el semanario falangista Aquí Estamos. Tras el final de la contienda pasó a dirigir el diario Baleares, perteneciente a la cadena de prensa del «Movimiento». En esta etapa de su vida también llegó a ostentar otros cargos, como director del Conservatorio de Música de Baleares —inaugurado en 1935—, o presidente de la Asociación de la Prensa de Baleares. Falleció en 1941.

## Vida privada
Estuvo casado con Inés Florez y Fonvielle (1865-1935) hija de D. José Flórez e Ibáñez de la Rentería, "III conde de Casa Flores". 
Nicolás Brondo llegó a ostentar el título nobiliario de marqués de Bellet de Mianes.